# Jours de vagues

Jours de vagues est un court-métrage français d'Alain Tasma réalisé en 1988.

## Fiche technique
- Réalisation : Alain Tasma
- Scénario : Alain Tasma et Sophie Anargyros
- Société de production	 : Pierre Grise Productions
- Producteur : Olivier Rechou
- Directeurs de la photographie	: Serge Ellenstein et William Watterlot
- Ingénieur du son : Michel Brethez
- Mixeur : Jean-Paul Loublier
- Interprète des chansons : Paolo Conte ("Giocco d'azzardo")
- Maquillage : Isabelle Marie
- Montage : Pascale Chavance et Marine Deleu
- Scripte : Florence Dugowson
- Genre : court métrage
- Pays :  France
- Année : 1988

## Distribution
- Pénélope Schellenberg (Fanny)
- François Négret (Olivier)
- Noëlle Châtelet (Béatrice)
- François Berléand (Benjamin)

## Distinction
- 1988 : Prix du public au Festival international du court-métrage (Clermont-Ferrand)